# ملک‌خیل
ملک‌خیل، روستایی است از توابع بخش مرکزی شهرستان قائم‌شهر در استان مازندران ایران.

## جمعیت
این روستا در دهستان بالاتجن شهرستان قائمشهر قرار داشته و براساس آخرین سرشماری مرکز آمار ایران که در سال ۱۳۸۵ صورت گرفته، جمعیت آن ۸۶۴نفر (۲۲۸خانوار) بوده است. در سرشماری که در سال ۱۳۹۵ انجام شد طبق آمار رسمی جمعیت ساکن در روستا به ۷۰۶ نفر کاهش پیدا کرده که نشان دهنده مهاجرت اهالی از روستا طی دهه‌های گذشته به شهرها و استان‌های مجاور به علت نیازهای شغلی و امکانات زندگی است. معمولاً این افراد در تعطیلات آخر هفته یا مناسبت‌ها به روستا و خانه پدری بر می‌گردند تعداد افراد کوچ کرده از روستا به‌طور دقیق مشخص نیست اما به احتمال زیاد بیش از ۱۵۰۰ نفر باشد.

## نامگذاری
نام این روستا از دو بخش تشکیل شده است. «ملک» و «خیل». واژه خیل در زبان طبری به محدوده یا زمین‌هایی که متعلق به فرد یا افرادی بوده گفته می‌شود. نام ملک نیز در گذشته به بانیان این روستا بر می‌گردد. بانیان این روستا از اقوام ملک بوده و با نام ملک شناخته می‌شدند. طبق اسناد و کتب تاریخی بجا مانده اصلیت اقوام ملک به سوادکوه و روستای برنت می‌رسد. در چند سال گذشته زحمات زیادی برای گردآوری و تهیه شجره‌نامه اهالی انجام گرفته که قابل تقدیر است. در نتیجه می‌شود ملک خیل را اینگونه معنی کرد محدوده یا زمین‌هایی که برای اقوام ملک می‌باشد.

## موقعیت جغرافیایی
این روستا در دهستان بالاتجن شهرستان قائمشهر قرار دارد. این روستا از شرق به روستای حاجی کلا صنم از جنوب به روستاهای تیل خانی، پاشاکلا و میکلا از غرب به روستای حاجی کلا ارزلو و از شمال به روستاهای میدانسر و خطیرکلا متصل می‌شود. روستای ملک‌خیل بر روی زمین‌های هموار بنا شده است و فاقد ناهمواری است اما روستاهای پاشاکلا و میکلا که در جنوب روستا قرار دارند دارای ناهمواری‌های طبیعی و پوشش جنگلی هستند. در واقع تا قبل از روستای ملک خیل ما شاهد ناهمواری‌های رشته کوه البرز می‌باشیم و روستای ملک خیل در ابتدای مناطق جلگه‌ای و هموار قرار دارد. بنا شدن روستا در این موقعیت می‌تواند ناشی از نیاز به کشاورزی به ویژه شالیکاری دانست. نکته دیگر در این روستا، دسترسی به شهر شیرگاه و بابل با فاصله تقریباً یکسان با قائمشهر می‌باشد. روستای ملک‌خیل در جاده قدیمی بابل و سوادکوه قرار داشته و از این جهت در گذشته نه چندان دور از رونق بالایی برخوردار بوده برای مثال کاروانسرایی در روستا قرار داشته که امروزه خبری از آن کاروانسرا و رونق سابق روستا نیست.

## آب و هوا
آب و هوای این روستا شامل تابستان‌های گرم و مرطوب و زمستان‌هایی معتدل و بارانی است نزدیکی به دریای خزر و حضور جنگلها و مزارع اطراف باعث شده است ملک خیل از پوشش گیاهی غنی و طبیعتی بهره‌مند باشد. بارندگی در این منطقه نسبتاً زیاد بوده و این موضوع به رشد محصولات کشاورزی مانند برنج مرکبات و سبزیجات کمک کرده است. همچنین خاک حاصلخیز و منابع آب محلی کشاورزی را به یکی از اصلی‌ترین فعالیتهای ساکنان روستا تبدیل کرده‌اند.

## اماکن مذهبی
در این روستا اماکن مذهبی زیادی به چشم می‌خورد. مسجد جامع روستای ملک خیل تنها مسجد روستا است. این مسجد که اخیراً از نو ساخته شده است از بزرگ‌ترین مساجد این منطقه است. این مسجد در سه طبقه و به مجموع زیربنایی حدود ۱۲۰۰ متر مربع احداث گردیده. متأسفانه سقانفار این روستا که از لحاظ تاریخی مربوط به حداقل ۲۵۰ سال گذشته و دوران قاجار و بسیار مهم و ارزنده بوده طی سالهای گذشته و در طی ساخت مسجد جدید با بی‌تدبیری به طول کامل تخریب گردید این بنا که به علت نوع معماری و کاربری نشان دهنده فرهنگ و قدمت این روستا بود با غفلت از بین رفت. در حال حاضر فقط سقف چوبی این سقانفار که حاوی نقاشی و نوشته‌های اصیل و با قدمت است با آسیب‌های فراوان حفظ شده است. روستای ملک خیل چهار حسینیه به نام‌های حسینیه باب‌الحوائج، عاشقان، ثارالله و شهدا (به یاد پنج جوان ایثارگر و فداکار این روستا مسعود علیزاده، حسین تیرملک، اکبر رضایی، علی گرایلی و عباس گرایلی) دارد که هر کدام در بخش‌هایی از روستا قرار دارند و هر ساله میزبان عزاداران حسینی هستند. امام زاده ابراهیم روستای ملک خیل از دیگر مکانهای مذهبی این روستا می‌باشد و در بین مردم روستا از جایگاه ویژه‌ای برخوردار است. آرامستان روستا در گذشته در مجاور مسجد و در مرکز روستا بوده که با توجه به افزایش جمعیت روستا و کمبود فضای این آرامستان با اهدای زمین از طرف اهالی و گسترش فضا، از محیط امام زاده به عنوان آرامستان جدید مورد استفاده قرار گرفت. همچنین بنای امام زاده نیز در دهه‌های گذشته به‌طور کامل از نو ساخته شده است. گلزار شهدای این روستا نیز در بنای امامزاده واقع است.

## خانواده‌ها
در طی چند صد سال گذشته افراد زیادی به این روستا آمده و رفته‌اند و اکنون افراد ساکن در این روستا به اقوام ملک محدود نمی‌شود. برخی از خانواده‌های این روستا اعم از اقوام ملک و دیگر اقوام عبارتند از ملک، ملکی، ملک خیلی، گرایلی، حاجی ملک، یحیی زاده، یحیی پور، پور ملک، گران، رضایی، تیر ملک، خطیر، عقیلی، فولادی، آهنگری، اسماعیلی، گتابیان، کوپایی، شور ملک، موسوی، عباس‌زاده، کارمزدی، مصیبی، علیزاده، خانگلی، مسکین، خنار و …

## کشاورزی
زمین‌های کشاورزی زیادی در روستا وجود دارد و بخش زیادی از روستا را باغ‌های مرکبات و شالیزارها پوشانده‌اند.. در دهه‌های گذشته اکثریت زمین‌های کشاورزی زیر کشت برنج بودند و مردم نیز عموماً در زمینه شالیکاری فعالیت داشتند از حدود ۳۰ سال گذشته به مرور شالیزارها تبدیل به باغات مرکبات شدند. امروزه اکثریت زمین‌های کشاورزی را باغات مرکبات تشکیل می‌دهند و مهم‌ترین محصول کشاورزی روستا انواع مرکبات است. ولی هنوز هم شالیزارها در روستا وجود دارند و برخی به شالیکاری نیز مشغول‌اند.

## مشاغل
در چند دهه گذشته افزایش جمعیت، ناکافی بودن زمین‌های کشاورزی، درآمد پایین، تحصیلات عالی و تخصصی افراد و … دلایلی بودند تا افراد به دنبال شغل‌های دیگر بروند. در نتیجه جمعیت زیادی به شهرها و استان‌های دیگر کوچ نشینی کردند. امروزه افراد ساکن در روستا در مشاغلی مانند کشاورزی، دامداری، کار در شرکت و کارگاه و کارخانه‌ها در شهرها، ارگان‌های دولتی، مشاغل مهندسی و فنی، مغازه داری و خدمات رسانی در شهر و روستا و از این قبیل کارها فعالیت دارند.

## برخی از اماکن و امکانات روستا
مسجد، حسینیه، امام زاده، آرامستان و گلزار شهدا، خانه بهداشت، مدرسه ابتدایی، زمین فوتبال چمن، سالن ورزشی (در حال ساخت)، سالن بدنسازی، باشگاه اسب سواری، آب بندان، سورتینگ مرکبات، باسکول، پست بانک، تعویض روغن و آپاراتی، مکانیکی، نجاری، جوشکاری، ابزار و یراق، آرایشگاه، سوپر مارکت و میوه فروشی، لبنیاتی، سوغات و محصولات محلی، شیرینی فروشی، لوازم آرایشی بهداشتی، خیاطی، مشاور املاک، نمایشگاه خودرو، نانوایی، پروتئینی و مرغ فروشی، الکتریکی و کالای برق، کبابی، کافه، درب و پنجره آلومینیوم و UPVC، قصابی و سوپر گوشت، فروشگاه کود و سموم کشاورزی، فروشگاه پوشاک، گلخانه و…